# Eleições estaduais no Maranhão em 2014
As eleições estaduais no Maranhão em 2014 foram realizadas em 5 de outubro, como parte das eleições gerais no Distrito Federal e em 26 estados. Foram eleitos o governador e vice-governador, um senador e dois suplentes de senador, 18 deputados federais e 42 estaduais. Pela Constituição, o governador será eleito para um mandato de quatro anos a se iniciar em 1º de Janeiro de 2015.
Eleita governadora do Maranhão em 1994 e reeleita em 1998, Roseana Sarney voltou ao Palácio dos Leões em 2009 ante decisão do Tribunal Superior Eleitoral e conquistou um novo mandato em 2010. Todavia a crise no Complexo Penitenciário de Pedrinhas potencializou um desgaste político e administrativo que impediu a renúncia da governadora a fim de disputar uma vaga no Senado Federal e adiou a definição de um nome a ser apoiado pelo grupo sarneísta que comanda o estado desde as eleições de 1965 e a partir de então fez a maioria dos governadores maranhenses, exceto pela escolha de Nunes Freire pelo presidente Ernesto Geisel em 1974, e pela vitória de Jackson Lago em 2006 graças a uma cisão entre os liderados de José Sarney.

## Candidatos a governador
- Edison Lobão Filho (PMDB): então senador, foi o candidato ao governo do estado apoiado pela então governadora Roseana Sarney, que tinha altos índices de rejeição no Maranhão e em todo o Brasil.[carece de fontes?] Tinha Arnaldo Melo, deputado estadual presidente da Assembleia Legislativa do Maranhão, como candidato a vice-governador, e Gastão Vieira, ministro do turismo como candidato ao senado federal. Embora "puro-sangue", a coligação "Pra Frente Maranhão" era extensa, e contava com PRB, PT, PTB, PSL, PTN, PSC, PR, DEM, PSDC, PRTB, PHS, PMN, PV, PRP, PEN, PSD e PT do B, além do PMDB.

- Flávio Dino (PCdoB): ex-deputado federal e ex-presidente da Embratur, foi o candidato de oposição ao governo do Maranhão. Foi candidato ao governo também em 2010, e disputou a prefeitura de São Luís em 2008. para as eleições em 2014, conseguiu alianças com o PSDB e o então presidenciável Aécio Neves. Porém, Marina Silva (PSB) também participou nessa chapa por conta da aliança regional. O deputado federal Carlos Brandão (PSDB) foi o candidato a vice-governador e o então vice-prefeito de São Luís, Roberto Rocha (PSB) foi o candidato da chapa ao senado federal, com o apoio do então prefeito de São Luís, Edivaldo Holanda Júnior (PTC), do prefeito de Imperatriz, Sebastião Madeira (PSDB), além de outros cabos eleitorais. Formou a coligação "Todos pelo Maranhão", composta por PCdoB, PSDB, PSB, PP, SD, PTC, PPS, PROS e PDT. Apoiou a reeleição de Dilma Rousseff, por conta de algumas de suas alianças locais fazerem parte da coligação nacional, incluindo o próprio PCdoB.[carece de fontes?]

| Candidato a governador     | Candidato a vice-governador | Número Eleitoral | Coligação/Partido                                                                                              | Coligações proporcionais/Partido | Tempo de horário eleitoral |
| -------------------------- | --------------------------- | ---------------- | --- | --- | -------------------------- |
| Edison Lobão Filho PMDB    | Arnaldo Melo PMDB           | 15               | Pra Frente Maranhão PMDB, PT, DEM, PEN, PHS, PMN, PR, PRB, PRP, PRTB, PSC, PSD, PSDC, PSL, PTB, PTdoB, PTN, PV | Pra Frente Maranhão PMDB-PV-PRB-PTB-DEM-PR Democrata Trabalhista PRP-PRTB-PTN-PSDC-PSL Por Um Maranhão Mais Forte PTdoB-PSC-PEN-PMN-PHS Pra Seguir em Frente com Muito Mais Mudança PT-PSD | 9 min e 27 s               |
| Flávio Dino PCdoB          | Carlos Brandão PSDB         | 65               | Todos Pelo Maranhão PCdoB, PSB, PSDB, PPS, PP, SD, PDT, PTC, PROS                                              | Todos Pelo Maranhão 2 PCdoB, PSB, PSDB, PPS, PP, SD Todos Pelo Maranhão 3 PDT-PTC-PROS | 5 min e 58 s               |
| Luis Antonio Pedrosa PSOL  | Prof. Odivio Neto PSOL      | 50               | Partido Socialismo e Liberdade PSOL                                                                            | - | 1 min e 9 s                |
| Prof. Josivaldo Correa PCB | Francinaldo Leite PCB       | 21               | Partido Comunista Brasileiro PCB                                                                               | - | 1 min e 5 s                |
| Saulo Arcangeli PSTU       | Ana Paula Martins PSTU      | 16               | Partido Socialista dos Trabalhadores Unificados PSTU                                                           | - | 1 min e 5 s                |
| Zeluis Lago PPL            | Cristiana Jansen PPL        | 54               | Partido Pátria Livre PPL                                                                                       | - | 1 min e 5 s                |

## Resultado da eleição para governador

### Primeiro turno
| Candidatos a governador do estado | Candidatos a vice-governador | Número | Coligação | Votação   | Percentual |
| --------------------------------- | ---------------------------- | ------ | --- | --------- | ---------- |
| Flávio Dino PCdoB                 | Carlos Brandão PSDB          | 65     | Todos pelo Maranhão (PCdoB, PSDB, PSB, PPS, PP, SD, PDT, PTC, PROS)                                              | 1.877.064 | 63,52%     |
| Lobão Filho PMDB                  | Arnaldo Melo PMDB            | 15     | Pra Frente Maranhão (PMDB, PT, DEM, PEN, PHS, PMN, PR, PRB, PRP, PRTB, PSC, PSD, PSDC, PSL, PTB, PTdoB, PTN, PV) | 995.619   | 33,69%     |
| Luís Antônio Pedrosa PSOL         | Odívio Neto PSOL             | 50     | PSOL (sem coligação)                                                                                             | 33.749    | 1,14%      |
| Saulo Arcangeli PSTU              | Ana Paula Martins PSTU       | 16     | PSTU (sem coligação)                                                                                             | 27.304    | 0,92%      |
| José Luís Lago PPL                | Cristiana Jansen PPL         | 54     | PPL (sem coligação)                                                                                              | 17.650    | 0,60%      |
| Josivaldo Corrêa PCB              | Francinaldo Leite PCB        | 21     | PCB (sem coligação)                                                                                              | 3.574     | 0,12%      |

## Candidatos a senador
Na eleição para senador está em jogo a cadeira de Epitácio Cafeteira.
- Gastão Vieira (PMDB): iniciou sua carreira política em 1985, sendo eleito em 1986 para deputado estadual e reeleito em 1990. Em 1994, foi eleito deputado federal, sendo reeleito novamente em 1998, 2002, 2006 e 2010. Licenciou-se de seus mandatos por quatro vezes: a primeira entre 1995 e 1998, quando foi nomeado Secretário de Educação do Maranhão; a segunda em 2008, quando disputou a prefeitura de São Luís, sendo derrotado; a terceira entre 2009 e 2010, quando foi nomeado Secretário de Planejamento e Orçamento do Maranhão; e a última e mais recente, entre 2010 e 2014, quando foi nomeado Ministro do Turismo pela presidente Dilma Rousseff, e agindo como um dos principais organizadores da Copa do Mundo FIFA de 2014 no país. Posteriormente, candidatou-se ao senado federal, contando com o apoio da presidente, da governadora Roseana Sarney, e de Edison Lobão Filho, seu companheiro de campanha.

- Roberto Rocha (PSB): é filho do falecido ex-governador do estado, Luiz Rocha, primeiro a ser eleito após o fim da ditadura. Eleito deputado estadual em 1990, candidatou-se a deputado federal em 1994, sendo eleito e posteriormente reeleito em 1998, além de se candidatar novamente em 2006, sendo novamente eleito pela maioria dos votos. Compôs a chapa de Edivaldo Holanda Júnior na disputa pela prefeitura de São Luís em 2012, como vice-prefeito, vencendo as eleições no 2º turno. Apoiado por Flávio Dino na sua candidatura em 2012, resolveu candidatar-se à uma vaga no senado federal, e ajudou a trazer um de seus cabos eleitorais, Eduardo Campos, para apoiar a candidatura do seu companheiro de campanha.

| Candidato a Senador | 1º Suplente                   | 2º Suplente           | Número Eleitoral | Coligação | Tempo de horário eleitoral |
| ------------------- | ----------------------------- | --------------------- | ---------------- | --- | -------------------------- |
| Gastão Vieira PMDB  | José Antônio Heluy (PT)       | Remi Ribeiro (PMDB)   | 151              | Pra Frente Maranhão PMDB, PT, DEM, PEN, PHS, PMN, PR, PRB, PRP, PRTB, PSC, PSD, PSDC, PSL, PTB, PTdoB, PTN, PV |                            |
| Roberto Rocha PSB   | Pinto Itamaraty (PSDB)        | Paulo Matos (PPS)     | 400              | Todos Pelo Maranhão PSB, PCdoB, PSDB, PPS, PP, SD, PDT, PTC, PROS                                              |                            |
| Haroldo Sabóia PSOL | Profª. Socorro Sampaio (PSOL) | Paulo de Tasso (PSOL) | 500              | - PSOL |                            |
| Evan de Andrade PCB | Profª. Aneri Tavares (PCB)    | Idalcy Coutinho (PCB) | 212              | - PCB |                            |
| Marcos Silva PSTU   | Wilson Leite (PSTU)           | Marco Aurelio (PSTU)  | 163              | - PSTU |                            |
| Gersão PPL          | Cardoso Filho (PPL)           | Marcos Célio (PPL)    | 541              | - PPL |                            |

## Resultados
| Candidatos                  | Votos     | %     |
| --------------------------- | --------- | ----- |
| Flávio Dino (PCdoB)         | 1.877.064 | 63,52 |
| Lobão Filho (PMDB)          | 995.619   | 33,69 |
| Luís Antônio Pedrosa (PSOL) | 33.749    | 1,14  |
| Saulo Arcangeli (PSTU)      | 27.304    | 0,92  |
| Zeluis Lago (PPL)           | 17.650    | 0,60  |
| Josivaldo Correa (PCB)      | 3.574     | 0,12  |

| Candidatos            | Votos     | %     |
| --------------------- | --------- | ----- |
| Roberto Rocha (PSB)   | 1.476.840 | 51,41 |
| Gastão Vieira (PMDB)  | 1.283.296 | 44,67 |
| Haroldo Sabóia (PSOL) | 51.539    | 1,79  |
| Marcos Silva (PSTU)   | 48.564    | 1,69  |
| Evan de Andrade (PCB) | 6.382     | 0,22  |
| Gersão (PPL)          | 6.012     | 0,21  |

| Candidatos                    | Coligação                                   | Votos   | %    |
| ----------------------------- | ------------------------------------------- | ------- | ---- |
| Eliziane Gama (PPS)           | Todos Pelo Maranhão 3                       | 133.575 | 4,34 |
| Hildo Rocha (PMDB)            | Pra Frente Maranhão 1                       | 125.521 | 4,08 |
| Rubens Pereira Júnior (PCdoB) | Todos Pelo Maranhão 3                       | 118.115 | 3,84 |
| Cléber Verde (PRB)            | Pra Frente Maranhão 1                       | 105.243 | 3,42 |
| Sarney Filho (PV)             | Pra Frente Maranhão 1                       | 91.669  | 2,98 |
| Zé Carlos (PT)                | Pra Seguir em Frente com Muito Mais Mudança | 90.531  | 2,94 |
| José Reinaldo (PSB)           | Todos Pelo Maranhão 3                       | 86.728  | 2,82 |
| Pedro Fernandes (PTB)         | Pra Frente Maranhão 1                       | 85.507  | 2,78 |
| Victor Mendes (PV)            | Pra Frente Maranhão 1                       | 85.034  | 2,77 |
| Juscelino Filho (PRP)         | Democrata Trabalhista                       | 83.955  | 2,73 |
| João Marcelo (PMDB)           | Pra Frente Maranhão 1                       | 83.847  | 2,73 |
| Weverton Rocha (PDT)          | Todos Pelo Maranhão 2                       | 81.161  | 2,64 |
| Alberto Filho (PMDB)          | Pra Frente Maranhão 1                       | 67.885  | 2,21 |
| Waldir Maranhão (PP)          | Todos Pelo Maranhão 3                       | 66.274  | 2,16 |
| André Fufuca (PEN)            | Por Um Maranhão Mais Forte                  | 56.879  | 1,85 |
| João Castelo (PSDB)           | Todos Pelo Maranhão 3                       | 52.783  | 1,72 |
| Júnior Marreca (PEN)          | Por Um Maranhão Mais Forte                  | 50.962  | 1,66 |
| Aluísio Mendes (PSDC)         | Democrata Trabalhista                       | 50.658  | 1,65 |

| Deputados federais: coligações e partidos eleitos | Deputados federais: coligações e partidos eleitos | Deputados federais: coligações e partidos eleitos | Deputados federais: coligações e partidos eleitos | Deputados federais: coligações e partidos eleitos |
| ------------------------------------------------- | ------------------------------------------------- | ------------------------------------------------- | ------------------------------------------------- | ------------------------------------------------- |
| Coligação / Partido                               | Composição / Sigla                                | Candidatos eleitos                                | Votos válidos (apenas dos eleitos)                | %                                                 |
| Pra Frente Maranhão 1                             | PMDB / PV / PRB / PTB / DEM / PR                  | 7                                                 | 644.706                                           | 20,97                                             |
| Todos Pelo Maranhão 3                             | PCdoB / PSB / PSDB / PPS / PP / SD                | 5                                                 | 457.475                                           | 14,88                                             |
| Democrata Trabalhista                             | PRP / PRTB / PTN / PSDC / PSL                     | 2                                                 | 134.917                                           | 4,39                                              |
| Por Um Maranhão Mais Forte                        | PTdoB / PSC / PEN / PMN / PHS                     | 2                                                 | 107.841                                           | 3,51                                              |
| Pra Seguir em Frente com Muito Mais Mudança       | PT / PSD                                          | 1                                                 | 90.531                                            | 2,94                                              |
| Todos Pelo Maranhão 2                             | PDT / PTC / PROS                                  | 1                                                 | 81.161                                            | 2,64                                              |